# Прапор Бурунді
Прапор Бурунді — один з офіційних символів держави Бурунді. Прийнятий 28 березня 1967 року.

## Кольорова схема
Кольори визначені в конституції просто як зелений, білий і червоний. Уряд ніде не документує жодних конкретних відтінків кольорів. Через відсутність офіційного стандарту кольори, які використовувалися на Олімпіаді 2012 року, наведено в таблиці нижче.
| Кольорова схема | Білий       | Червоний   | Зелений    |
| --------------- | ----------- | ---------- | ---------- |
| Pantone         | White       | 186 C      | 361 C      |
| CMYK            | N/A         | 0-92-77-22 | 62-0-76-31 |
| HEX             | #FFFFFF     | #C8102E    | #43B02A    |
| RGB             | 255-255-255 | 200-16-46  | 67-176-42  |

## Конструкція прапора
|                     |
| Конструкція прапора |